# Fred Whipple
Fred Lawrence Whipple (5. listopadu 1906 – 30. srpna 2004) byl americký astronom, který pracoval na Harvard College Observatory. Objevil několik asteroidů a komet, je rovněž autorem kometární hypotézy špinavé sněhové koule a navrhl Whippleův štít.

## Život
Narodil se v Red Oak v Iowě jako syn farmáře. Původně se chtěl stát profesionálním tenistou, ale problémy s dětskou mozkovou obrnou mu tento cíl neumožnily splnit. Rozhodl se tedy studovat na Occidental College, později se specializoval na studium matematiky na Klaifornské univerzitě v Los Angeles, kterou absolvoval v roce 1927 s magisterským titulem. Pro doktorát si ale vybral astronomii a nastoupil na Kalifornskou univerzitu v Berkeley, kde v roce 1931 úspěšně obhájil svou práci a získal doktorský titul. V postgraduálním studiu pomohl zmapovat dráhu nově objevené (tehdy) planety Pluto. V roce 1931 nastoupil na Harvard College Observatory a studoval trajektorie meteorů, zjistil, že skutečně zřejmě pochází ze sluneční soustavy a nikoli z mezihvězdného prostoru. V roce 1933 objevil periodickou kometu 36P/Whipple a asteroid 1252 Celestia. Objevil rovněž dalších 5 neperiodických komet, první z nich v roce 1932. Vynalezl Whippleův štít na ochranu kosmických těles před malými částicemi tím, že tyto částice odpaří.
V letech 1950–1977 působil na Harvardově univerzitě jako profesor astronomie. Během tohoto období napsal sérii významných článků s názvem A Comet Model, které vyšly v Astrophysical Journal. V těchto článcích navrhoval hypotézu ledového konglomerátu, později přejmenovanou na hypotézu špinavé sněhové koule k vysvětlení kometárního složení. Základní rysy hypotézy byly později potvrzeny, nicméně přesné množství ledu v kometách je obsahem výzkumu a nedávné údaje ukazují na poměrně malý podíl ledu ve složení komet. V roce 1955 se stal ředitelem Smithsonian Astrophysical Observatory a zůstal v této funkci až do roku 1973.
Očekával éru umělých družic a byl členem Operation Moonwatch, která je měla sledovat. V roce 1957 tak pozorovali první družici světa Sputnik.

## Ocenění
V roce 1983 získal Zlatou medaili Královské astronomické společnosti a o tři roky později medaili Catheriny Bruceové.
Jmenuje se po něm asteroid 1940 a Fred Lawrence Whipple Observatory v Arizoně.